# Aleksiej Korowaszkow
Aleksiej Igorjewicz Korowaszkow, ros. Алексей Игорьевич Коровашков (ur. 1 kwietnia 1992 w Stepnohirśku) – rosyjski kajakarz, brązowy medalista olimpijski, mistrz świata i Europy.

## Kariera sportowa
Jest brązowym medalistą olimpijskim z Londynu w konkurencji C-2 1000 m w parze z Ilją Pierwuchinem. Jest również mistrzem świata w konkurencji C-1 4 × 200 m oraz mistrzem i wicemistrzem Europy w C-2 1000 m.